# Magdalena Krysztoforska-Beucher
Magda Beucher właśc. Magdalena Krysztoforska-Beucher (ur. 29 maja 1985 w Warszawie) – polska śpiewaczka operowa i kompozytorka. Aktywna od 2011.

## Życiorys
Absolwentka Uniwersytetu Muzycznego Fryderyka Chopina w Warszawie, Wydział Wokalno – Aktorski oraz Accademia d’Arte Lirica d’Osimo we Włoszech.
W 2013 roku debiutowała partią Lucii w niezależnym projekcie operowym Gwałt na Lukrecji Benjamina Brittena oraz rozpoczęła swoją współpracę z Filharmonią Narodową w Warszawie.
W 2015 roku debiutowała we Włoszech w Teatro dell’Opera di Roma w operze Piotra Czajkowskiego Dama Pikowa pod batutą maestro Jamesa Conlona z Los Angeles Opera. Solistka Festiwalu Pergolesi Spontini Festival we Włoszech.
Ma w swoim repertuarze ma kilkanaście partii operowych i oratoryjnych.
Władając biegle pięcioma językami z łatwością interpretuje główne partie w operach Mozarta, Brittena, Verdiego czy Pucciniego. W 2018 roku wzięła udział w oratorium Johanna Adolfa Hasse I pellegrini al sepolcro di nostro Signore transmitowanym przez Radio BBC.
Ukończyła z wyróżnieniem Wydział Prawa i Administracji Uniwersytetu Warszawskiego w 2007 roku. Dyrektor artystyczny Centrum Sztuki RIO.
Jest w związku z polsko-francuskim tenorem Davidem Beucherem. Para pobrała się w 2016 roku w Warszawie.
W 2018 roku Magda & David wystąpili w szwajcarskiej telewizji RTS z okazji 20-lecia programu Les coups de coeur d’Alain Morisod u boku artystów takich jak James Blunt, Bastian Baker czy Dany Brillant.
Magda & David zostali bohaterami filmu dokumentalnego Opéra Sauvage (zrealizowanego w Kanadzie  w czerwcu 2019 roku dla szwajcarskiej telewizji), którego premiera odbyła się w styczniu 2020 roku w Lozannie.

## Nagrody
- 11 Międzynarodowy Konkurs „Citta' di Pesaro”w Pesaro (2 nagroda – 2014)

## Utwory
Z okazji Fête des Vignerons w 2019 roku Magda & David wydali płytę Plaisirs d’Opéra zawierającą tradycyjną szwajcarską pieśń Lyoba – Le Ranz des Vaches, zaaranżowaną przez Magdę i Davida na orkiestrę symfoniczną i chór. Utwór został nagrany z towarzyszeniem Orkiestry Polskiego Radia w Warszawie.

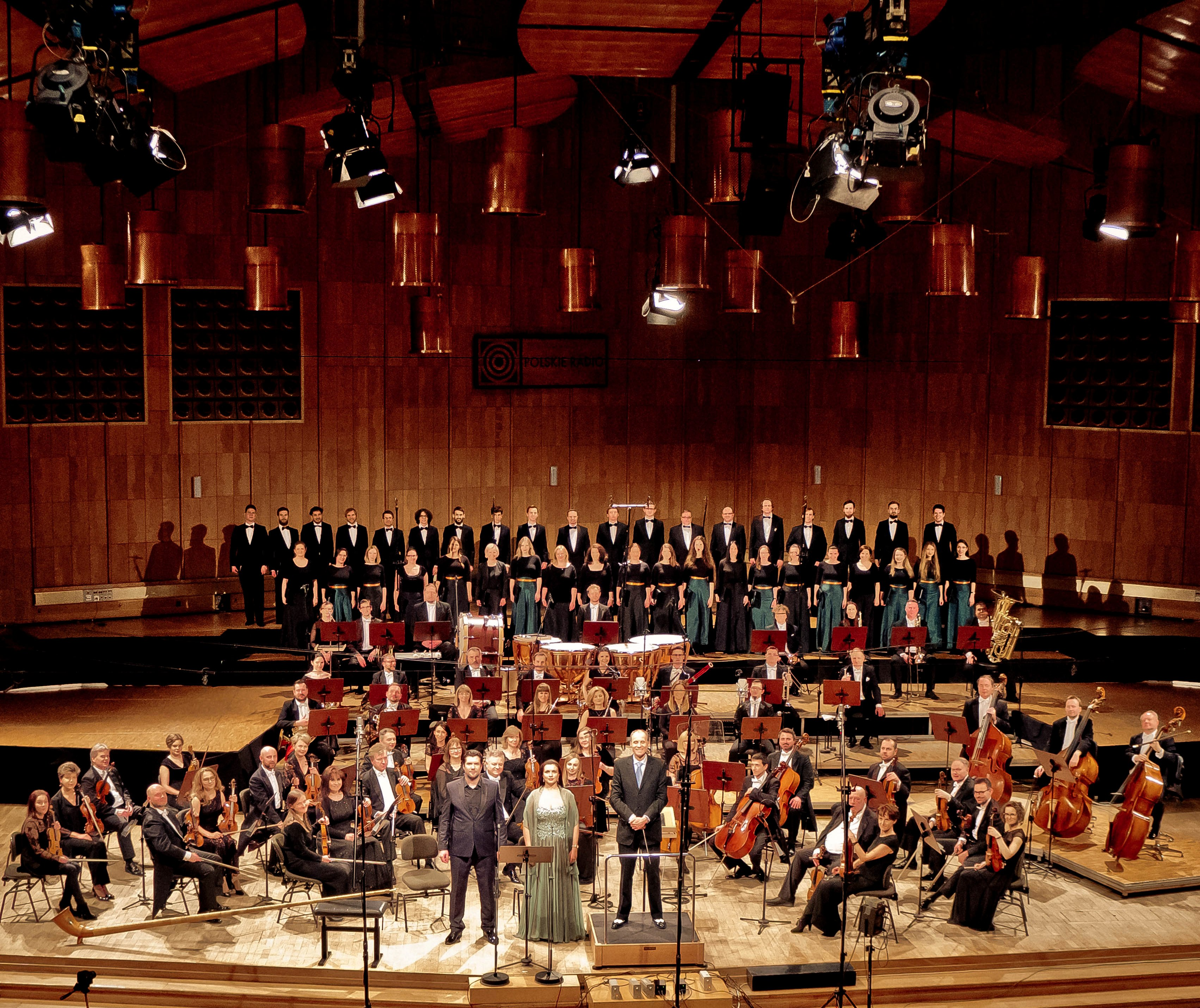
Album Plaisirs d’Opéra promowany był między innymi w szwajcarskiej telewizji Léman bleu w programie Pascal’a Décaillet.